# ESFJ

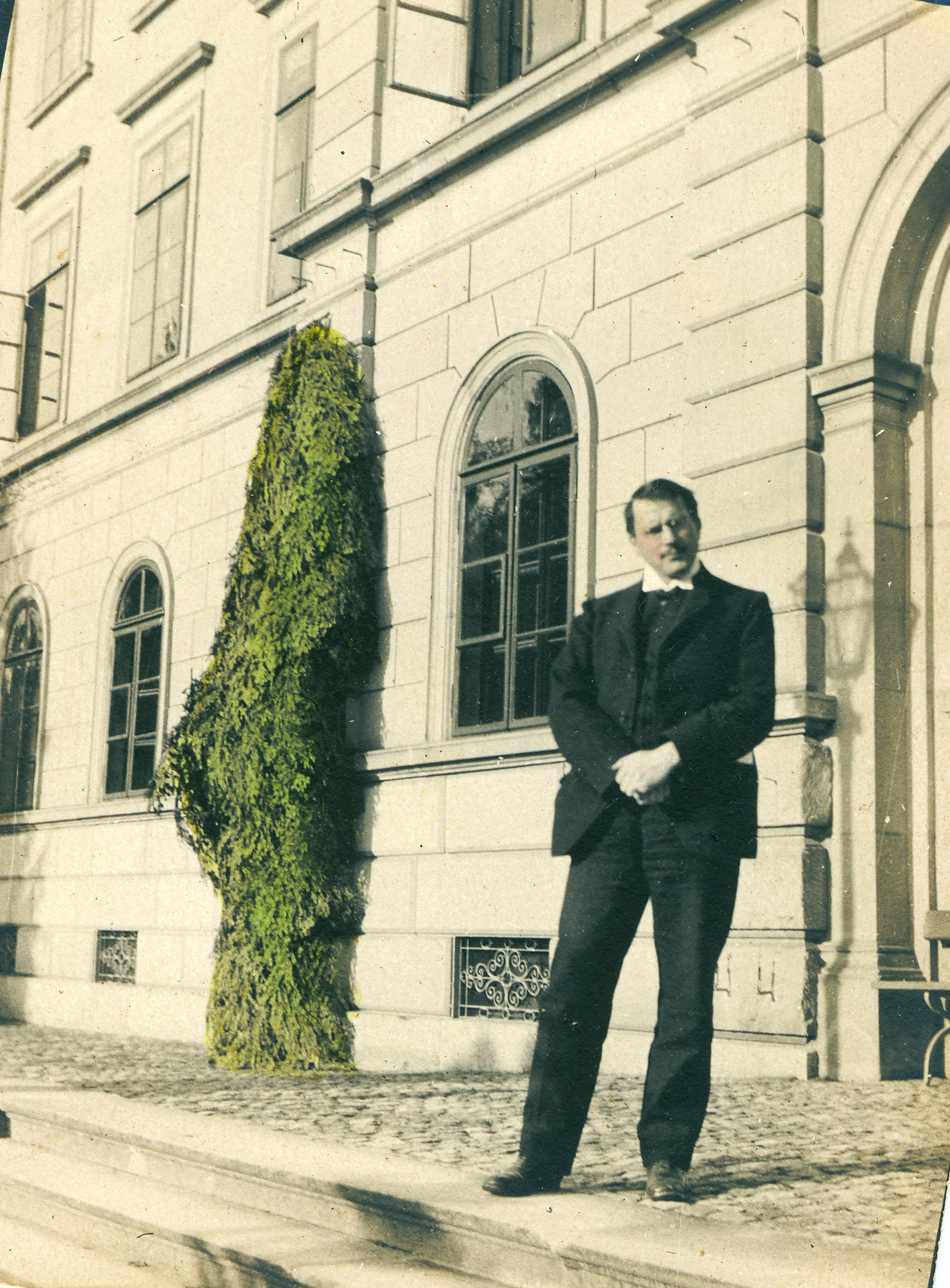
1910年的卡尔·荣格。

ESFJ(外倾/感觉/情感/判断)是迈尔斯·布里格斯性格分类法中十六种人格类型之一。 在柯尔塞气质类型测试中被称为供给者，属于监护人的四种类型之一，约占人口的9%-13%。

## MBTI偏好
MBTI通過以下偏好將人們歸類：:5-7
- 能量態度（注意力方向與能量來源）：外向或內向（E/I）
- 感知功能（信息收集方式）：實感或直覺（S/N）
- 判斷功能（決策方式）：思考或情感（T/F）
- 生活態度（對待外在世界的方式）：判斷或感知（J/P）

四個字母的組合遵循E/I、S/N、T/F、J/P的順序，由此產生了16種可能的字母組合，如ESTJ、ISFP、INFJ、ENTP等16種獨特的類型:29。在MBTI的理論中，「類型」表達的信息量不只是「4個偏好」，它代表了功能（S、N、T、F）、能量態度（E、I）以及對外界的態度（J、P）之間的一組複雜的動態關係:29。根據MBTI的論述，每組二分法的兩個「偏好」類似左撇子與右撇子，人們確實會使用雙手，但通常會用喜歡的那隻手伸手，因為那樣更自然:117。更重要的是，所有偏好和類型都同樣有價值，MBTI並不顯示一個人的能力。每種人格類型都有它自己的潛在優勢，和提供機遇能讓這優勢成長的領域:52
- E——外倾相对于内倾。ESFJ通常感觉在与他人的互动中有积极性。于社交中，他们获得能量（同样的情况下，内倾者消耗能量）。[7]
- S——感觉相对于直觉。相比关心于抽象事物，ESFJ更加关心具体事物。他们更倾向于关注细节而不是整体，关注最切近的现实而非未来的可能性。[8]
- F——情感相对于理性。ESFJ通常认为个人偏好高于客观标准。在做决定的时候，他们通常更多地基于对人情世故的考虑，而不是逻辑。[9]
- J——判断相对于理解。ESFJ倾向于计划他们的活动，并早早地作出决定。他们从可预见性得到掌控之感，在同一方面理解型的人可能看起来被限制。[10]

## 特征

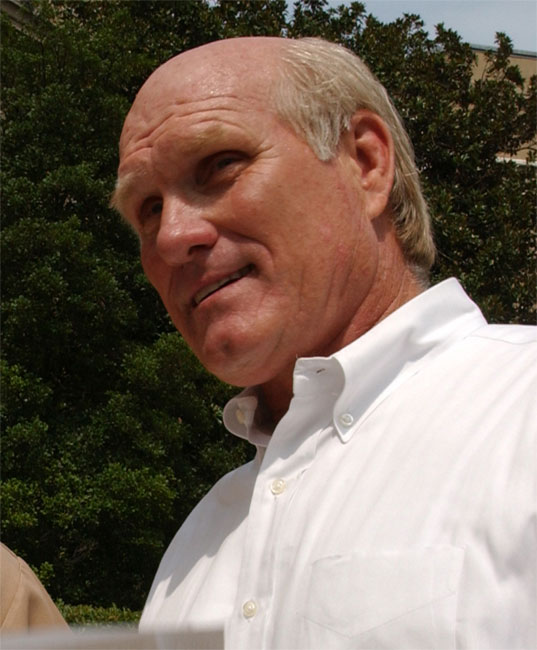
一些人认为Terry Bradshaw是个ESFJ..但是，根据MBTI伦理应用的指导方针，只有那些参加了类型评估的人能决定他们最适合于哪一型。

ESFJ们将注意力放在外部的世界上，对自己的经历通常主观评判。他们的决定大多基于价值观，以及其可能对人造成的影响。ESFJ们具体、实事求是，信赖详尽而实际的资料，这些资料通常是基于他们生理感官所收集的。
通过真挚地关心他人，ESFJ们表达热情。他们善于发现别人的长处，也希望理解他人的主张。他们认真对待自己应尽的责任，发现有什么事情需要做，然后完成它。他们通常能熟练地完成复杂的任务，也热衷于做一些小事来让他人更加舒适。他们重视传统以及它带来的安全感。
ESFJ们很容易受到伤害，并积极地寻求别人的赞同。他们因他人的快乐而高兴。他们慷慨付出，同时也希望因此而受到赏识。对他人的物质需求十分敏感，因此他们用实际的关怀作为反应。作为内行的“读人者”，他们经常通过改变自己来满足别人的期望。然而，他们可能难于识别自己所爱之人的短处。
在表达他们觉得什么是对什么是错的时候，ESFJ们倾向于直言不讳。他们的价值体系来源于社会的外部标准，而不是个人内心的想法（这个特征将他们和ENFJ们区别开来）。如果在一个有高道德标准的环境里长大，他们通常会展现出真正的慷慨和善意。然而，那些在价值观有偏差的环境里长大的ESFJ们，可能发展出一种错误的正义感，并用他们与人交往的能力来自私地操纵别人——特别当他们的直觉没发展时，因为这让他们难以预见行动的后果。
ESFJ们寻求结构化、受控制的环境，通常擅长于营造秩序感。在没有确定性的气氛中，他们通常感觉没有安全感。他们看重法律和准则，并希望别人也这样做。ESFJ们可能对准则背后的原理并不感兴趣，也倾向于远离客观、抽象的事物。.

## 认知功能

### 主导功能：外倾情感（Fe）
Fe寻找社会上的联系，并用礼貌、体贴、得体的举止营造和谐的沟通。Fe对他人明确（或暗示）的需求作出回应，甚至可能会制造内在自我需求和欲望的冲突来满足别人。

### 辅助功能：内倾感觉（Si）
Si收集关于当下的数据，然后把它们和过去的经验比较，这过程有时候随着记忆唤起与之关联的感觉，就好像再体验一遍过去。为寻求保护那些熟悉的东西，Si回溯历史，用以形成对未来的期望和目标。

### 第三功能：外倾直觉（Ne）
Ne寻找并解释隐含意义，用“如果”开头的问题来探索选择，允许多种可能性共存。这种想象中的游戏把直觉和来自多种不同来源的经验结合在一起成为新的，这可能成为行动的催化剂。

### 第四功能：内倾思考（Ti）
Ti寻求精确，比如表达一个概念最合适的词。它注意到事物本质之间微不足道的差别，然后将它们分析并归类。Ti细查一个问题的每一面，寻找解决问题最不费力、风险最小的方法。它用模型甄别出逻辑上的不一致。

### 隐藏功能
后来的人格类型研究者（特别是琳达·V·贝伦斯）在这个降序排列中添加了四个附加功能。这些功能被称为隐藏功能，因为一个人并不自然地倾向于它们，但在压力之下它们也会浮现。对ESFJ来说，这些隐藏功能是（按次序）：

#### 内倾情感（Fi）
Fi过滤信息，这种过滤的基础是缘于标准（经常是无形的）形成的判断。Fi时常协调价值观。在各种情形下，它天生地和微妙的差别相合，并知道什么是对什么是错。

#### 外倾感觉（Se）
Se集中于当下的、物质的世界所带来的体验和感觉。以对当下周遭事情的敏锐察觉，它带来关于前方的相对事实和细节，而且可能导致自发的行动。

#### 内倾直觉（Ni）
Ni将看起来矛盾的事物合成出先前无法想象的成果，同时它也被象征性的东西吸引。这些成果的实现通常伴随着需要行动来完成的确定性，同时其解决办法中可能包括复杂的系统或一般性的真理。

#### 外倾思考（Te）
Te组织、安排环境和想法，好成功达成目标。Te寻求行动、事件和结论的合理解释，并试图找到逻辑的错误和序列中的间隔。